# Zavodnje
Zavodnje este o localitate din comuna Šoštanj, Slovenia, cu o populație de 295 de locuitori.